# Ugo Fassio
Ugo Fassio (Montegrosso d'Asti, 1912 – Lago di Garda, 6 agosto 1936) è stato un militare e aviatore italiano, appartenente al Reparto Sperimentale Alta Velocità, deceduto in un incidente aereo sul Lago di Garda.

## Biografia

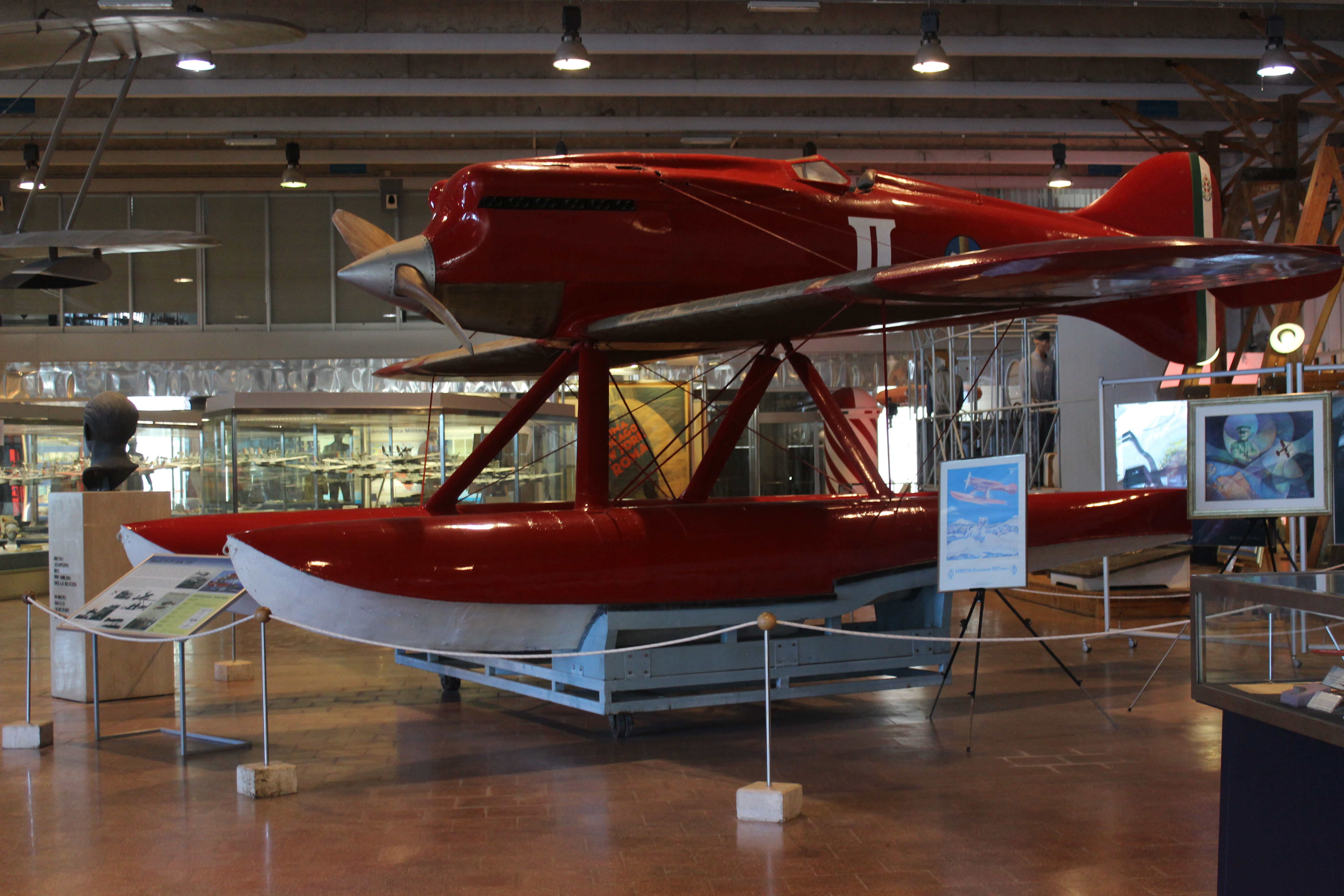
L'idrovolante Macchi M.39 esposto presso il Museo dell'Aeronautica di Vigna di Valle.

Nacque a Montegrosso d'Asti nel 1912. Dopo aver seguito alcuni corsi di volo viene arruolato nella Regia Aeronautica e, il 17 marzo 1930, e ammesso a frequentare la scuola di volo Breda di Sesto San Giovanni, dove consegue il brevetto di pilota il 15 agosto su velivolo Breda SC4. Diviene pilota militare il 16 novembre 1930 su velivolo Fiat CR.20, e poi entra in servizio presso il 2º Stormo Caccia Terrestre sull'aeroporto di Mirafiori. Nel 1936, con il grado di sergente maggiore, e scelto per frequentare il 4º Corso per velocisti presso il Reparto Sperimentale Alta Velocità di Desenzano del Garda, allora al comando del maggiore Osvaldo Baldi. Insieme a lui, unico sottufficiale, furono scelti per il corso i piloti: tenente Mario Bacich, tenente Ernesto Botto, tenente Duilio Fanali, tenente Aldo Gasperi, tenente Simeone Marsan, e sottotenente Paolo Arcangeletti.
Durante i mesi di maggio e giugno prese parte a numerosi voli di addestramento su diversi tipi di idrovolanti. Nel pomeriggio del 5 e nella mattina del 6 agosto effettuò prove di decollo e virate a pieno carico su un idrocaccia Fiat ICR.30, in vista del passaggio al volo sul Macchi M.39. Dati i buoni risultati alle 17:30 del 6 agosto decollò a bordo del Macchi M.39 per un primo volo. Raggiunta la quota di 150 m l'idrocorsa, mentre era al largo di Punta San Savino, precipitò sulla superficie del Lago di Garda e affondò. Il pilota decedette sul colpo. La salma dall'aviatore e il relitto dello M.39 vennero poi recuperati alcuni giorni dopo. Il funerale si tenne a Desenzano del Garda, e poi la salma fu inviata con un convoglio ferroviario a Montegrosso d'Asti dove fu inumata con gli onori militari nel locale cimitero, alla presenza di Francesco Agello.

### Fonti
1. 1 2 3 4  La Nuova Provincia.
2. 1 2  Fradeani 1976, p. 123.